# ميجيل بلنسيا
ميجيل بلنسيا (بالإسبانية: Miguel Palencia)‏ (2 يناير 1984 بمدريد في إسبانيا - ) هو لاعب كرة قدم إسباني في مركز الدفاع. شارك مع منتخب إسبانيا تحت 16 سنة لكرة القدم ومنتخب إسبانيا تحت 17 سنة لكرة القدم. أما مع النوادي، فقد لعب مع خيتافي ب وريال مدريد ج وريال مدريد كاستيا وريال مدريد ونادي أوريويلا ونادي لاس روزاس ونادي موسكرون وCF Atlético Ciudad ‏.

## وصلات خارجية
- ميجيل بلنسيا على موقع الاتحاد الدولي (مؤرشف)  (الإنجليزية)
- ميجيل بلنسيا على موقع قاعدة بيانات كرة القدم.إي يو (الإنجليزية)
- ميجيل بلنسيا على موقع Soccerway.com (الإنجليزية)
- ميجيل بلنسيا على موقع عالم كرة القدم.نت (الإنجليزية)